# Mangue Grande
Mangue Grande, também conhecida como Manga Grande, é uma vila que se localiza na província do Zaire, pertencente ao município do Quêlo.
Até setembro de 2024 foi uma comuna e esteve sob a jurisdição do município do Soio.